# 167P/CINEOS
167P/CINEOS – kometa okresowa należąca do grupy komet typu Chirona.

## Odkrycie
Kometę tę odkryto w ramach programu obserwacyjnego CINEOS 10 sierpnia 2004 roku.

## Orbita komety
Orbita komety 167P/CINEOS ma kształt elipsy o mimośrodzie 0,27. Jej peryhelium znajduje się w odległości 11,78 j.a., aphelium zaś 20,5 j.a. od Słońca. Jej okres obiegu wokół Słońca wynosi 64,85 roku, nachylenie do ekliptyki to wartość 19,13˚.